# Wasserstraßen- und Schifffahrtsamt Oder-Havel

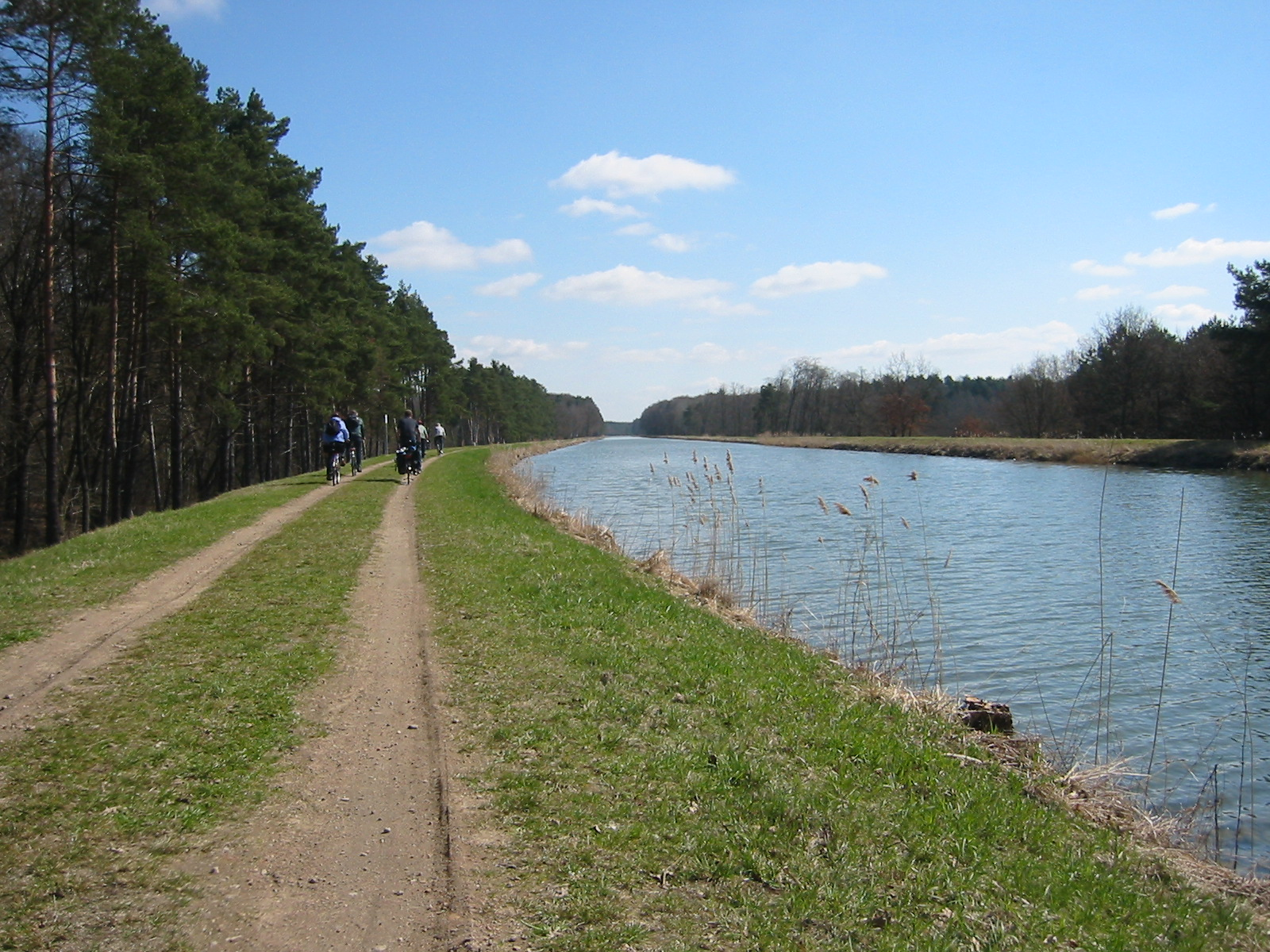
Havel-Oder-Wasserstraße (Oder-Havel-Kanal bei Eberswalde)

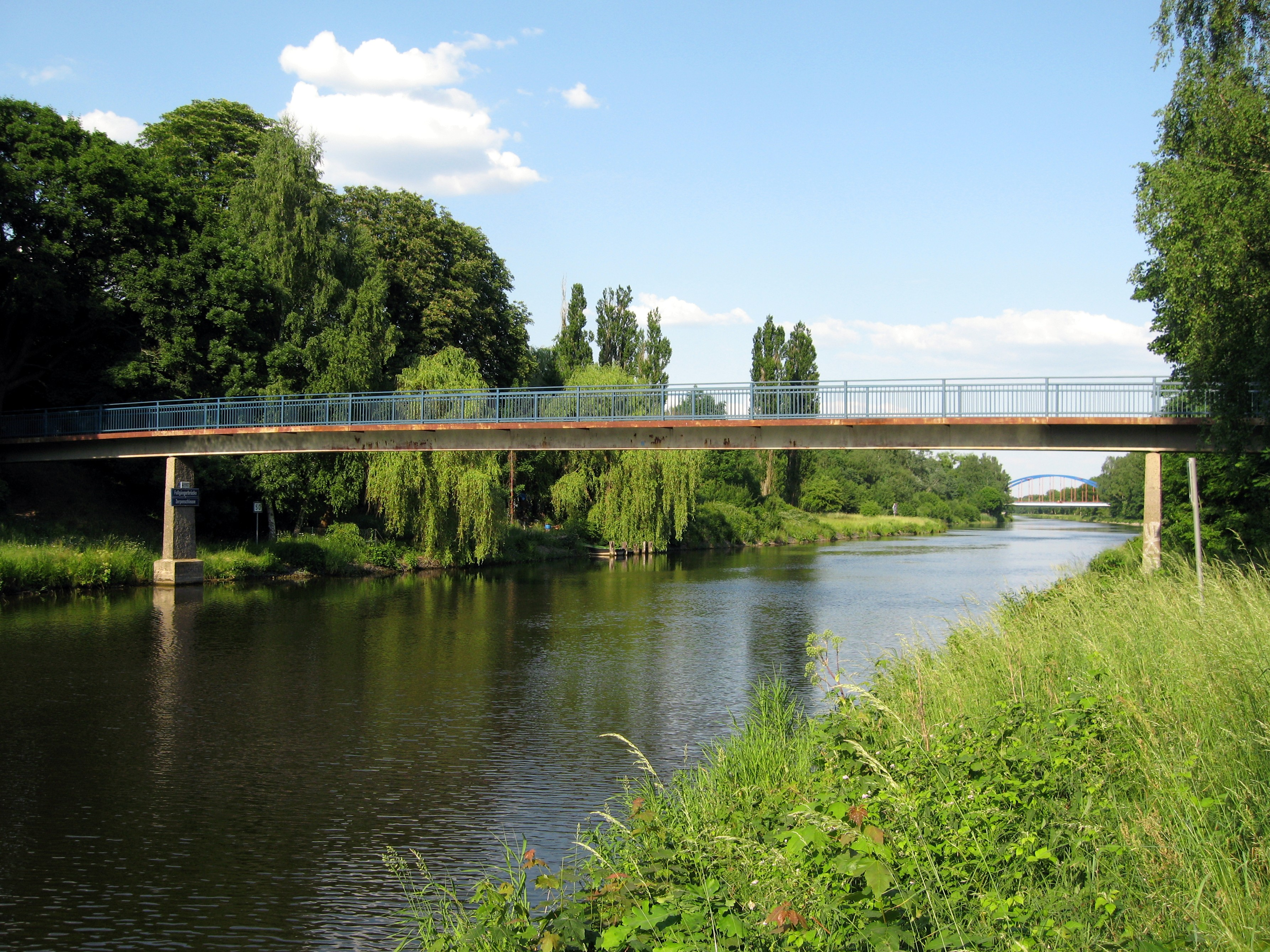
Havel-Oder-Wasserstraße (Oder-Havel-Kanal bei Zerpenschleuse)

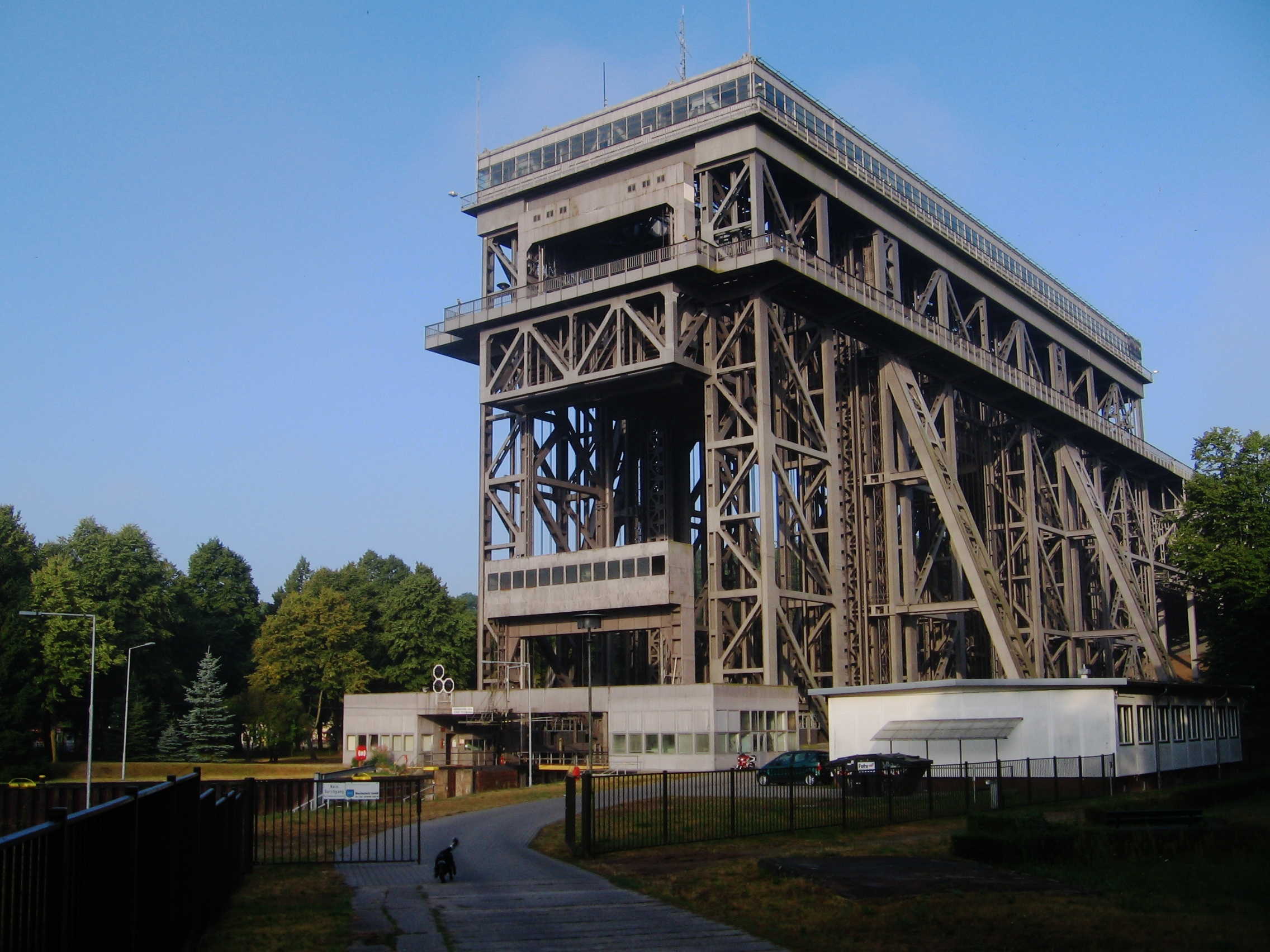
Schiffshebewerk Niederfinow

Das Wasserstraßen- und Schifffahrtsamt Oder-Havel (WSA Oder-Havel) ist ein Wasserstraßen- und Schifffahrtsamt in Deutschland. Es gehört zum Dienstbereich der Generaldirektion Wasserstraßen und Schifffahrt.
Das WSA Oder-Havel ging am 6. Oktober 2020 aus dem Wasserstraßen- und Schifffahrtsamt Eberswalde hervor. Aufgrund seiner Größe ist es das einzige Wasserstraßen- und Schifffahrtsamt, das bei der Einrichtung der neuen Wasserstraßen- und Schifffahrtsämter zwischen 2019 und 2021 im Zuge der Reform der Wasserstraßen- und Schifffahrtsverwaltung des Bundes nicht mit einem anderen Wasserstraßen- und Schifffahrtsamt zusammengelegt wurde.

## Zuständigkeitsbereich
Das Wasserstraßen- und Schifffahrtsamt Oder-Havel ist zuständig für die Oder einschließlich mehrerer Neben- und Altarme von der deutsch-polnischen Grenze bei Ratzdorf einschließlich des Mündungsbereichs der Lausitzer Neiße in die Oder bis zur deutsch-polnischen Grenze bei Mescherin an der Westoder, die Havel-Oder-Wasserstraße von der Oder bis Berlin einschließlich einiger Nebengewässer, darunter Teile des Finowkanals und der Werbelliner Gewässer, Teile des Malzer und des Oranienburger Kanals, die Oranienburger Havel und der Veltener Stichkanal, die Obere Havel-Wasserstraße einschließlich einiger Nebengewässer, darunter Teile des Malzer Kanals, der Wentow-Gewässer, der Templiner und der Lychener Gewässer und die Müritz-Havel-Wasserstraße mit Teilen der Rheinsberger und Zechliner Gewässer.
Für die allzeitige Verkehrssicherung auf den Wasserstraßen sowie als zentraler Ansprechpartner für Informationen und bei Notfällen ist die Revierzentrale in Magdeburg zuständig.

## Aufgabenbereich
Zu den Aufgaben des Wasserstraßen- und Schifffahrtsamtes Oder-Havel gehören:
- Unterhaltung der Bundeswasserstraßen im Amtsbereich
- Betrieb und Unterhaltung baulicher Anlagen wie z. B. Wehre, Schleusen und Brücken
- Betrieb und Unterhaltung des Schiffshebewerks Niederfinow
- Aus- und Neubau
- Unterhaltung und Betrieb der Schifffahrtszeichen
- Messung von Wasserständen
- Übernahme strom- und schifffahrtspolizeilicher Aufgaben.

Insgesamt müssen rund 700 km Wasserstraßen, davon ca. 640 km schiffbar, vom WSA unterhalten werden. Dazu gehören 39 Schleusenanlagen, ein Schiffshebewerk und 40 Wehre. Zum Flottenbestand zählen neun Eisbrecher und 20 weitere Wasserfahrzeuge. Die Hauptwasserstraße für den Güterverkehr ist die Havel-Oder-Wasserstraße.

## Dienstort, Außenbezirke und Bauhof
Das WSA Oder-Havel hat seinen Hauptsitz in Eberswalde. Das Amt unterhält Außenbezirke in Finowfurt, Oranienburg, Zehdenick, Canow, Hohensaaten, Frankfurt (Oder) und Schwedt/Oder und den Bauhof in Niederfinow.